# هارفست مون:انيمال بارادي
هارفست مون:انيمال بارادي (بالإنجليزية: Harvest Moon: Animal Parade)‏ هي لعبة فيديو صدرت في 2008. وهي متوفرة على أجهزة وي .

## وصلات خارجية
- الموقع الرسمي
 باليابانية
- الموقع الرسمي
 بالإنجليزية
- "Harvest Moon: Animal Parade". Rising Star Games. مؤرشف من الأصل في 2011-07-23. اطلع عليه بتاريخ 2012-11-11.